# Batsheva Dagan

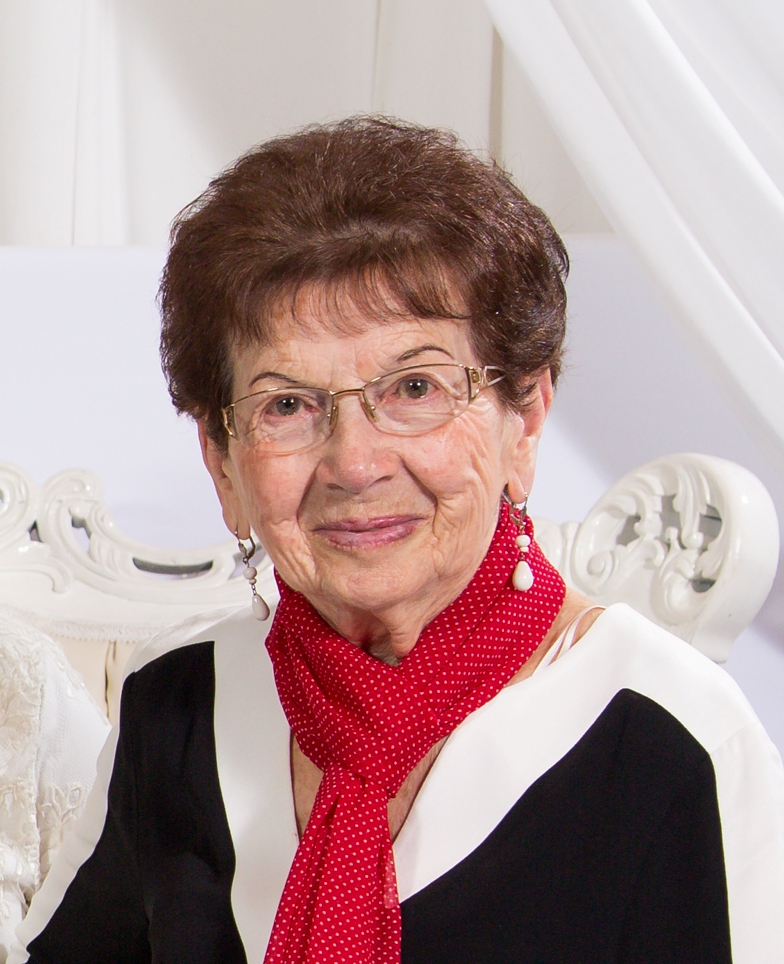
Batsheva Dagan (2016)

Batsheva Dagan (hebräisch בּת-שבע דגן Bat-Schevaʿ Dagan) (geboren am 8. September 1925 als Izabella Rubinsztajn in Łódź; gestorben am 25. Januar 2024 in Bat Jam) war eine polnisch-israelische Überlebende des Holocaust. Sie war Autorin, Pädagogin, Psychologin und Zeitzeugin. Als Jugendliche wurde sie 1940 von den Nazis mit ihren Eltern in das Ghetto Radom verschleppt. Als ihre Eltern und ihre Schwester 1942 deportiert und im Vernichtungslager Treblinka ermordet wurden, flüchtete sie nach Deutschland, wo sie entdeckt, verhaftet und ins KZ Auschwitz-Birkenau deportiert wurde. Nach 20 Monaten im Konzentrationslager überlebte sie zwei Todesmärsche und wurde von den britischen Truppen im Mai 1945 befreit. Sie wanderte mit ihrem Ehemann nach Israel aus, wo sie einen Kindergarten leitete und später als Pädagogin und Psychologin promovierte. Dagan schrieb Bücher, Gedichte und Lieder für Kinder und junge Erwachsene über den Holocaust und entwickelte die noch heute benutzte Dagan-Methode, eine psychologische und pädagogische Methode über den Umgang mit dem Holocaust gegenüber Kindern. Sie gilt als Pionierin in diesem Gebiet.

## Familie
Izabella Rubinsztajn war das zweitjüngste von insgesamt neun Kindern des Webereibesitzers Szlomo-Fiszel Rubinsztajn (* 1884 in Radom) und der Schneiderin Fajga Rubinsztajn geb. Bleiveis (* 1889 in Konstantynów). Die fünf Jungen und vier Mädchen wurden zionistisch erzogen. Einer der Söhne, Cwi (Zvi), wanderte vor Kriegsausbruch als Sportler nach Palästina aus.

## Zweiter Weltkrieg
Bei Beginn des Zweiten Weltkriegs flohen die übrigen Söhne und die älteste Tochter Anna (Chana) in die Sowjetunion, während der Rest der Familie in das von deutschen Truppen besetzte Radom umzog. 1940 wurden in der Stadt zwei Ghettos eingerichtet, und die Familie Rubinsztajn wurde im Hauptghetto untergebracht.
Im Ghetto schloss sich Izabella Rubinsztajn der sozialistisch-zionistischen Gruppe Hashomer Hatzair an. Sie legte sich, wie es üblich war, einen hebräischen Vornamen zu und wählte Batsheva. Als Gruppenmitglied schmuggelte sie regelmäßig mit gefälschten, „arischen“ Papieren die von Mordechaj Anielewicz herausgegebene Untergrundzeitung Pod Prąd (Gegen den Strom) aus dem Warschauer Ghetto nach Radom.
Am 5. August 1942 führten die NS-Einsatztruppen im Hauptghetto von Radom eine „Selektion“ durch, bei der die Familie auseinandergerissen wurde. Die Eltern und die ältere Schwester Genia wurden ins Vernichtungslager Treblinka deportiert und dort ermordet. Izabella (Batsheva) Rubinsztajn und ihre jüngere Schwester Sabina (* 1926) wurden in das kleinere Ghetto von Radom gebracht. Sie entschieden sich, getrennt zu flüchten. Bei dem Versuch wurde ihre Schwester erschossen. Batsheva Rubinsztajn schaffte es, mit ihren gefälschten Papieren unverletzt nach Schwerin zu entkommen. Dort verwendete sie die Papiere einer polnischen Bekannten, die nicht in Deutschland arbeiten wollte, und trat ihre Stelle als Dienstmädchen beim Landgerichtsdirektor in Schwerin an. Sie wurde jedoch denunziert und von der Gestapo verhaftet. Nach Gefängnisaufenthalten in Schwerin, Güstrow, Neubrandenburg, Berlin, Breslau und Beuthen  kam sie im Mai 1943 in das KZ Auschwitz-Birkenau.
Dort traf sie mit einer Cousine zusammen, die als Krankenschwester arbeitete und Rubinsztajn eine vergleichsweise leichte Arbeit im Häftlingskrankenbau beschaffte. Als Rubinsztajn an Typhus erkrankte, konnte ihre Cousine ihr mit gestohlener Medizin helfen. Später arbeitete Rubinsztajn in dem Effektenlager Kanada, wo das mitgebrachte und geraubte Eigentum der jüdischen Opfer sortiert wurde. Sie und sieben weitere Frauen organisierten eine Untergrundzeitung, die aus beschriebenen Papierschnipseln bestand, die sie an arbeitsfreien Tagen den anderen vorlasen.
Als die Rote Armee Auschwitz im Januar 1945 erreichte, war das Lager schon geräumt und Rubinsztajn auf einen Todesmarsch in das KZ Ravensbrück und Malchow, wo sich ein Ravensbrücker KZ-Außenlager befand, geschickt worden. Nachdem sie dies überlebt hatte, wurde sie zuletzt noch auf einen Todesmarsch nach Lübz geschickt, das am 2. Mai 1945 von amerikanischen Truppen befreit wurde.
Von elf Mitgliedern der Familie Rubinsztajn überlebten nur Batsheva, ihr nach Palästina ausgewanderter Bruder Zvi und der in die Sowjetunion geflohene Bruder Jesaja (Schajo) Krieg und Holocaust. Über das Schicksal mehrerer Geschwister liegen der Gedenkstätte Yad Vashem Informationen vor:
- Anna (* 1908), Buchhalterin, wurde 1942 in Swiatowa Wóla ermordet.[2]
- Jonas (* 1909), Textilingenieur, hielt sich während des Zweiten Weltkriegs in Kolomyja, Stanislawów, auf und wurde 1942 in Janowiec ermordet. Er war verheiratet mit Ida geb. Aronovitz.[2]
- Genya (* 1911), wurde im Vernichtungslager Treblinka ermordet. Sie war verheiratet mit Viktor Levi.[2]
- Mordechaj (* 1920), Weber, hielt sich während des Zweiten Weltkriegs in der Donbass-Region auf.[2] Er verhungerte dort.[4]

## Nachkriegszeit

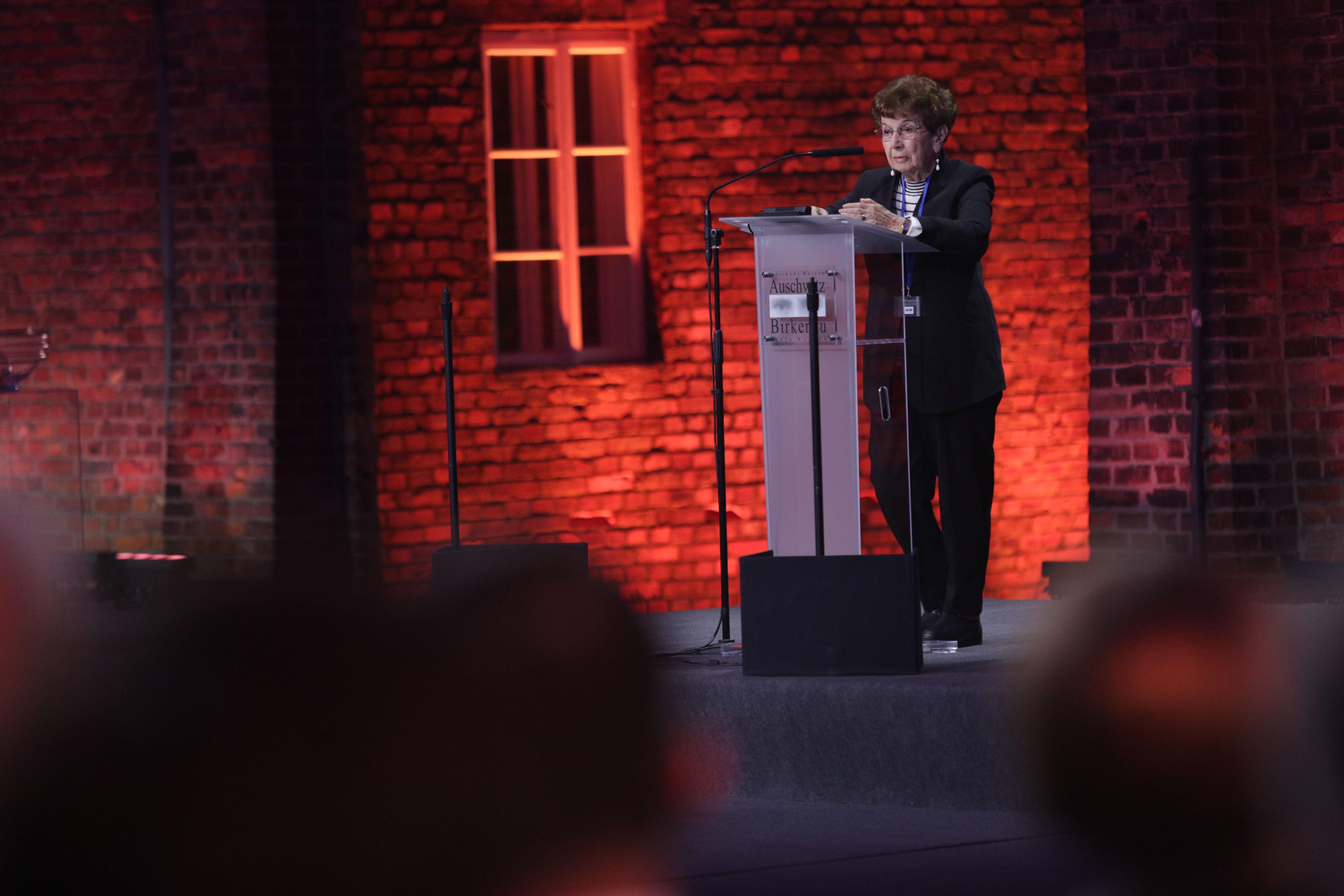
Batsheva Dagan (27. Januar 2020)

Batsheva Rubinsztajn verbrachte die erste Zeit nach Kriegsende in Belgien. In Brüssel lernte sie ihren späteren Ehemann Paul Kornweiz, einen britischen Soldaten, kennen, der ihr ein Visum für das britische Mandatsgebiet Palästina besorgte. Nach ihrer Alija wohnte sie bei ihrem Bruder Zvi. In Israel heirateten Batsheva Rubinsztajn und Paul Kornweiz; das Paar nahm einen von Kornweiz abgeleiteten hebräischen Nachnamen an: Dagan (hebräisch דגן dagan „Korn, Getreide“).
Batsheva Dagan nahm als Zeugin am Prozess gegen die KZ-Aufseherin Irma Grese teil und reiste dazu nach Lüneburg. Im Oktober 1945 schrieb sie an Grese einen offenen Brief.
Die Eheleute Dagan hatten zwei Söhne. Batsheva Dagan studierte am Shein-Lehrerseminar in Petach Tikva und arbeitete danach als Erzieherin in Tel Aviv und Holon. Nach dem Tod ihres Mannes 1958 studierte sie mit einem Stipendium der israelischen Regierung Bildungsberatung an der Hebräischen Universität Jerusalem und Psychologie in den Vereinigten Staaten.
In Israel entwickelte sie psychologische und pädagogische Methoden, mit Kindern und jungen Erwachsenen über den Holocaust zu sprechen. Sie empfing dafür sowohl von der Gedenkstätte Yad Vashem als auch von der Stadt Holon Auszeichnungen.
Sie war als Dozentin an Universitäten tätig und nahm an einer Veranstaltung der Jewish Agency teil, bei der sie in Mexiko, Großbritannien, den Vereinigten Staaten, Kanada und der Sowjetunion Vorträge hielt. Als Zeitzeugin war sie Referentin und Gesprächspartnerin bei Holocaust-Gedenkveranstaltungen, an Universitäten und in Yad Vashem. In den 1990er Jahren begann sie, Kinderbücher über die Shoa zu schreiben.

## Pädagogisches und literarisches Konzept
Während ihrer Arbeit als Erzieherin im Kindergarten fragten Kinder Dagan nach der Bedeutung ihrer eintätowierten Nummer auf dem Unterarm. Sie wich den Fragen der Kinder nicht aus, sondern suchte nach Möglichkeiten, den Kindern kindgerecht zu erklären, was passiert ist. Während sie in England als Beraterin für die Progressive Jewish Organization arbeitete, schrieb sie ihr erstes Buch: „What happened during the Shoah. A story in rhymes for children who want to know.“ Die Formulierung ist kennzeichnend für Dagans Ansatz. Kinder entscheiden selbst, ob sie sich dem Thema Holocaust aussetzen oder nicht. „Mein Buch trägt, wie schon gesagt, den Titel „Was geschah in der Schoah? – Eine Geschichte in Reimen für Kinder, die wissen wollen“. Also auch im Titel hat das Kind die Wahl. Wenn es nicht wissen will, muss es nicht zuhören, und das habe ich auch den Erzieherinnen gesagt.“
Dagan bezeichnet die Aneignung der Geschichte des Holocaust als einen „graduellen Entwicklungsprozess“. Um eine Verleugnung oder Verdrängung zu verhindern, sei es wichtig, das Interesse an der Shoah zu stärken und Kindern dabei auch die Möglichkeit zu geben, sich mit positiven Elementen menschlichen Verhaltens zu identifizieren. Es sei moralisch zweifelhaft und für Kinder nicht zu verarbeiten, wenn ausschließlich Grausamkeiten geschildert würden. Literarisch lehnt sie sich dabei an Märchen an, in denen das Gute triumphiert. So endet beispielsweise ihr Kinderbuch Wenn Sterne sprechen könnten damit, dass die kindlichen Protagonisten ihre verschleppte Mutter in Auschwitz wiedertreffen und gemeinsam als Familie den Holocaust überleben. Für ihren „Happy End“-Ansatz wurde Dagan kritisiert. Sie entgegnete: „Irgendwann verstand ich: Was auch immer ich schreibe, es würde kritisiert werden. Und das ist gut so.“

## Sonstiges
Dagan besuchte Auschwitz nach 1945 fünfmal. 2016 spendete sie einen „Glücksbringer“ an die Gedenkstätte Auschwitz-Birkenau, den sie nach ihrer Aussage während der gesamten Zeit im KZ Auschwitz-Birkenau in ihrem Schlaflager aus Stroh versteckt hatte. Das etwa einen Zentimeter kleine Paar stilisierter Schuhe wurde von einer deutschen Mitgefangenen gefertigt, die es Dagan mit den Worten „Mögen sie dich in die Freiheit tragen“ übergeben hatte.
Im Januar 2020 hielt sie auf der Gedenkfeier zum 75. Jahrestag der Befreiung von Auschwitz eine Rede.

Dagan starb im Januar 2024 im Alter von 98 Jahren.

## Auszeichnungen
- 2007 Verdienstorden des Landes Brandenburg

## Veröffentlichungen (Auswahl)
- Gesegnet sei die Phantasie – verflucht sei sie! Erinnerungen an "Dort", Metropol Verlag, Berlin 2005, ISBN 978-3-936411-70-6
- Wenn Sterne sprechen könnten, Metropol-Verlag, Berlin, 2007, ISBN 978-3-938690-60-4
- Chika, die Hündin im Ghetto, Publishers Werbeagentur Medien & Verlag GmbH; Auflage: 1 (30. Mai 2008), ISBN 978-3-9812358-1-4. Der 15-minütige gleichnamige Puppentrickfilm (Regie: Sandra Schießl, Drehbuch:Carmen Blazejewski) wurde am 13. April 2016 in Wismar uraufgeführt. Das israelische Fernsehen erwarb die Rechte und zeigt eine hebräisch synchronisierte Fassung am Holocaust-Gedenktag, dem 21. April 2020.[15]
- Helping Children to Learn about the Shoah. Centre for Jewish Education, London 1987.